# Marcos Milinkovic
Marcos Antonio Milinkovic (22 de dezembro de 1971) é um ex-jogador de voleibol da Argentina que competiu nos Jogos Olímpicos de 1996, 2000 e 2004, foi campeão pan-americano em 1995.

## Clubes
- Sportivo Ballester (1988–1990)
- Obras Sanitarias de Buenos Aires (1990–1992)
- Tomei Livorno (1992–1993)
- Uliveto Tomei Livorno (1993–1994)
- Cocamar Paraná (1995–1996)
- Chapecoense Santa Catarina (1996–1997)
- Olimpikus Rio de Janeiro (1997–1999)
- Sisley Treviso (1999–2000)
- Asystel Milano (2000–2003)
- Unisul Florianópolis (2003–2004)
- Olympiacos S.C. (2004–2005)
- Cimed Florianópolis (2006–2007)
- Unión de formosa (2008–2010)
- Buenos Aires Unidos (2011-)